# Iván Espinosa de los Monteros
Iván Espinosa de los Monteros y de Simón (Madrid, 3 gennaio 1971) è un politico spagnolo del partito Vox, del quale è stato deputato nella XIII e XIV legislatura alle Corti Generali per la circoscrizione di Madrid e dove occupa anche il ruolo di portavoce del suo gruppo parlamentare.

## Biografia
Espinosa è nato nella città di Madrid nel 1971. È uno dei cinque figli del dirigente Carlos Espinosa de los Monteros y Bernaldo de Quirós, IV marchese di Valtierra, e di sua moglie, María Eugenia de Simón y Vallarino. Espinosa ha studiato scienze economiche e aziendali presso l'Istituto cattolico di amministrazione e gestione aziendale e ha conseguito un MBA presso la Kellogg School of Management.
Nel 2001 ha sposato Rocío Monasterio, un architetto ispano-cubano, dalla quale ha avuto quattro figli. La coppia ha talvolta lavorato insieme nel settore edile, acquistando spazi inutilizzati per convertirli in residenze di lusso progettate da Monasterio. Espinosa ha anche lavorato in società di consulenza, gestione e investimento.
Legato al partito politico Vox sin dalla sua fondazione nel 2013, ha ricoperto la carica di Segretario Generale del Comitato Organizzatore Provvisorio prima della celebrazione del congresso del primo partito. In quel congresso è stato eletto segretario generale del partito fino all'ottobre 2016 quando ha assunto la carica di vicesegretario per le relazioni internazionali. 
Oratore noto, Espinosa ha rappresentato il suo partito in vari incontri politici in televisione. Allo stesso modo, si è manifestato a favore dell'unità della Spagna e della monarchia e ha dichiarato di essere stato elettore del Partito popolare, formazione verso la quale è attualmente critico. Espinosa ha più volte criticato la Legge sulla violenza di genere del 2004 e si è espresso a favore della criminalizzazione dei partiti che non credono nell'"unità della Spagna" e di quelli che "non rinnegano il marxismo." 
Per le elezioni politiche del 2019, Espinosa è candidato al posto nella lista elettorale di Vox per Madrid al Congresso dei Deputati. Il 28 aprile è eletto deputato. Il 21 maggio viene Portavoce del Gruppo Parlamentare Vox al Congresso. Il 17 agosto 2023 comunica la rinuncia al seggio.

## Ascendenza
|                                                                |   |                                                  | Genitori                                               |  |  | Nonni |  |  | Bisnonni                                     |  |  | Trisnonni                                             |  |
|                                                                |   |                                                  |                                                        |  |  |       |  |  | Carlos Espinosa de los Monteros y Bermejillo |  |  | Carlos Espinosa de los Monteros y Sagaseta de Ilurdoz |  |
|                                                                |   |                                                  |                                                        |  |  |       |  |  | Carlos Espinosa de los Monteros y Bermejillo |  |  | Carlos Espinosa de los Monteros y Sagaseta de Ilurdoz |  |
|                                                                |   | María de los Dolores Bermejillo y García Menocal |                                                        |  |  |       |  |  | Carlos Espinosa de los Monteros y Bermejillo |  |  |                                                       |  |
| Francisco Javier Espinosa de los Monteros y Herreros de Tejada |   |                                                  |                                                        |  |  |       |  |  | Carlos Espinosa de los Monteros y Bermejillo |  |  |                                                       |  |
|                                                                |   | Jacinta Herreros de Tejada y Santa Cruz          | José Herreros de Tejada y Castillejo                   |  |  |       |  |  |                                              |  |  |                                                       |  |
|                                                                |   | Jacinta Herreros de Tejada y Santa Cruz          | José Herreros de Tejada y Castillejo                   |  |  |       |  |  |                                              |  |  |                                                       |  |
|                                                                |   | Jacinta Herreros de Tejada y Santa Cruz          | Gertrudis de Santa Cruz y García de Leániz             |  |  |       |  |  |                                              |  |  |                                                       |  |
| Carlos Espinosa de los Monteros y Bernaldo de Quirós           |   | Jacinta Herreros de Tejada y Santa Cruz          |                                                        |  |  |       |  |  |                                              |  |  |                                                       |  |
|                                                                |   | Jesus Bernaldo de Quiros y Muñoz                 | José María Bernaldo de Quirós y González de Cienfuegos |  |  |       |  |  |                                              |  |  |                                                       |  |
|                                                                |   | Jesus Bernaldo de Quiros y Muñoz                 | José María Bernaldo de Quirós y González de Cienfuegos |  |  |       |  |  |                                              |  |  |                                                       |  |
|                                                                |   | Jesus Bernaldo de Quiros y Muñoz                 | María Cristina Muñoz y Borbón                          |  |  |       |  |  |                                              |  |  |                                                       |  |
| Galinda Bernaldo de Quirós y Alcalá-Galiano                    |   | Jesus Bernaldo de Quiros y Muñoz                 |                                                        |  |  |       |  |  |                                              |  |  |                                                       |  |
|                                                                |   | Maria del Consuelo Alcalá-Galiano y Osma         | Emilio Alcalá Galiano y Valencia                       |  |  |       |  |  |                                              |  |  |                                                       |  |
|                                                                |   | Maria del Consuelo Alcalá-Galiano y Osma         | Emilio Alcalá Galiano y Valencia                       |  |  |       |  |  |                                              |  |  |                                                       |  |
|                                                                |   | Maria del Consuelo Alcalá-Galiano y Osma         | Ana de Osma y Zavala                                   |  |  |       |  |  |                                              |  |  |                                                       |  |
| Iván Espinosa de los Monteros y de Simón                       |   | Maria del Consuelo Alcalá-Galiano y Osma         |                                                        |  |  |       |  |  |                                              |  |  |                                                       |  |
|                                                                | … | …                                                |                                                        |  |  |       |  |  |                                              |  |  |                                                       |  |
|                                                                | … | …                                                |                                                        |  |  |       |  |  |                                              |  |  |                                                       |  |
|                                                                | … | …                                                |                                                        |  |  |       |  |  |                                              |  |  |                                                       |  |
| Juan Luis de Simón y Tobalina                                  | … |                                                  |                                                        |  |  |       |  |  |                                              |  |  |                                                       |  |
|                                                                |   | …                                                | …                                                      |  |  |       |  |  |                                              |  |  |                                                       |  |
|                                                                |   | …                                                | …                                                      |  |  |       |  |  |                                              |  |  |                                                       |  |
|                                                                |   | …                                                | …                                                      |  |  |       |  |  |                                              |  |  |                                                       |  |
| María Eugenia de Simón y Vallarino                             |   | …                                                |                                                        |  |  |       |  |  |                                              |  |  |                                                       |  |
|                                                                |   | …                                                | …                                                      |  |  |       |  |  |                                              |  |  |                                                       |  |
|                                                                |   | …                                                | …                                                      |  |  |       |  |  |                                              |  |  |                                                       |  |
|                                                                |   | …                                                | …                                                      |  |  |       |  |  |                                              |  |  |                                                       |  |
| Mercedes Vallarino y Cánovas del Castillo                      |   | …                                                |                                                        |  |  |       |  |  |                                              |  |  |                                                       |  |
|                                                                |   | …                                                | …                                                      |  |  |       |  |  |                                              |  |  |                                                       |  |
|                                                                |   | …                                                | …                                                      |  |  |       |  |  |                                              |  |  |                                                       |  |
|                                                                |   | …                                                | …                                                      |  |  |       |  |  |                                              |  |  |                                                       |  |
|                                                                |   | …                                                |                                                        |  |  |       |  |  |                                              |  |  |                                                       |  |